# Saison 6 de Smallville
Chronologie
Saison 5 Saison 7
Cet article présente les épisodes de la sixième saison de la série télévisée Smallville.

## Distribution

### Acteurs principaux
- Tom Welling (VF : Tony Marot): Clark Kent
- Kristin Kreuk (VF : Laura Blanc) : Lana Lang (21 épisodes)
- Michael Rosenbaum (VF : Damien Ferrette) : Lex Luthor
- Erica Durance (VF : Véronique Desmadryl) : Loïs Lane (13 épisodes)
- Allison Mack (VF : Edwige Lemoine) : Chloe Sullivan
- John Glover (VF : Pierre Dourlens) : Lionel Luthor (12 épisodes)
- Annette O'Toole (VF : Brigitte Virtudes) : Martha Kent (18 épisodes)

### Acteurs récurrents
- Aaron Ashmore (VF : Stéphane Pouplard) : Henry James « Jimmy » Olsen (10 épisodes)
- Justin Hartley (VF : Martial Leminoux) : Oliver Queen / l'Archer Vert (7 épisodes)
- Pascale Hutton (en) (VF : Ariane Aggiage) : Raya (2 épisodes)
- Phil Morris (VF : Lionel Henry (acteur)) : John Jones (J'onn J'onzz) / Martian Manhunter (2 épisodes)
- Sarah-Jane Redmond (VF : Isabelle Ganz) : Nell Potter (1 épisode)
- Kyle Gallner (VF : Donald Reignoux) : Bart Allen / Flash (1 épisode)
- Lee Thompson Young (VF : Alexis Tomassian) : Victor Stone / Cyborg (1 épisode)
- Alan Ritchson (VF : Aurélien Wiik) : Arthur Curry / Aquaman (1 épisode)
- Terence Stamp (VF : Michel Ruhl) : Voix de Jor-El (1 épisode)

## Épisodes

### Épisode 1:L'Apocalypse
- États-Unis /  Canada : 28 septembre 2006 sur The CW / A-Channel[1]
- France : 24 mars 2007 sur M6
- Québec : 12 novembre 2007 sur VRAK.TV

- États-Unis : 4,96 millions de téléspectateurs
- France : 2,9 millions de téléspectateurs (13,1 % de pda*)[2]

- Aaron Ashmore (Jimmy Olsen)
- Pascale Hutton (Raya)
- Leonard Roberts (Nam-Ek)
- Terence Stamp (voix de Jor-El)

### Épisode 2:Sous surveillance
- États-Unis : 5 octobre 2006
- France : 24 mars 2007 sur M6
- Québec : 19 novembre 2007

- États-Unis : 4,52 millions de téléspectateurs
- France : 3 millions de téléspectateurs (14,2 % de pda*)[2]

- Justin Hartley (Oliver Queen)
- Lochlyn Munro (VF : Olivier Jankovic) (Orlando Block)

- Clark découvre son super-souffle.
- Première apparition d'Oliver Queen.

### Épisode 3:Paradis perdu
- États-Unis : 12 octobre 2006
- France : 31 mars 2007 sur M6
- Québec : 26 novembre 2007

- Aaron Ashmore (Jimmy Olsen)
- Justin Hartley (Oliver Queen)
- Amber McDonald (Gloria)

- Lorsque Clark a quitté la Zone Fantôme, on aperçoit distinctement 7 boules de feu tomber du ciel, que l'on peut supposer être 7 évadés de la Zone Fantôme. Si on numérote ces évadés par ordre d'apparition sur Terre, Clark correspond donc à la première boule de feu, et Gloria à la deuxième.
- Gloria est comparable à Poison Ivy.
- On peut voir le groupe "All-American Reject" lors du bal costumé jouant "It end tonight"
- Lionel n'apparaît pas dans cet épisode.

### Épisode 4:L'Archer vert
- États-Unis : 19 octobre 2006
- France : 31 mars 2007 sur M6
- Québec : 3 décembre 2007

- Justin Hartley (Oliver Queen)
- David McIlwraith (Milo)

- Après avoir rencontré Bart Allen, (épisode 4-05), Arthur Curry, (épisode 5-04), et Victor Stone, (épisode 15-5), Clark rencontre à présent Oliver Queen, alias Green Arrow. Ces personnages si particuliers (pourvus de super-pouvoirs ou de gadgets sophistiqués) formeront un jour, avec d'autres que Superman, la Ligue de justice d'Amérique.

### Épisode 5:Post mortem
- États-Unis : 26 octobre 2006
- France : 7 avril 2007 sur M6
- Québec : 17 décembre 2007

- Lucas Grabeel (VF : Donald Reignoux) (Lex Luthor jeune)
- Justin Hartley (Oliver Queen)
- Bryce Hodgson (Duncan Allenmyre jeune)
- Ryan Overton (VF : Julien Bouanich) (Oliver Queen jeune)

- On trouve dans cet épisode une certaine influence de Destination Finale, dans la façon hasardeuse et atroce de mourir pour les victimes.
- On peut également y trouver une éventuelle influence de Lost : Les Disparus, pour la présence régulière de flash-backs qui expliquent progressivement la raison des comportements de certains personnages.
- On a pour finir une référence à l'univers de Batman lorsque l'un des amis d'Oliver dit qu'il doit rentrer sur Gotham, la ville où Batman combat le crime.

### Épisode 6:Le Duel
- États-Unis : 2 novembre 2006
- France : 7 avril 2007 sur M6
- Québec : 7 janvier 2008

- Aaron Ashmore (Jimmy Olsen)
- Pascale Hutton (Raya)
- Bow Wow (VF : Diouc Koma) (Baern)

- On connait l'identité des évadés de la Zone Fantôme numéro 3 et 4 : il s'agit respectivement de Raya et Bearn.
- Loïs et Lionel n'apparaissent pas dans cet épisode.

### Épisode 7:Indestructible
- États-Unis : 9 novembre 2006
- France : 14 avril 2007 sur M6
- Québec : 14 janvier 2008

- Justin Hartley (Oliver Queen)
- Carrie Genzel (en) (Dr. Pamela Black)

Une nuit, en tentant d'aider un couple victime d'une agression, Green Arrow est frappé d'une balle de revolver, en pleine poitrine. Le lendemain matin, le Daily Planet titre que la dépouille de l'archer vert a été aperçue, gisant au milieu d'un stationnement sombre. Clark, s'inquiétant pour son ami Oliver, lui rend alors visite, mais celui-ci se trouve chez lui, apparemment intact et en bonne santé. Sa compagnie Queen Industries a créé un produit guérissant n'importe quelle blessure mais qui fait adopter au sujet un comportement agressif. Sous l'emprise de cette drogue, il va jusqu'à tirer sur Lex mais Clark le sauve grâce au produit.

### Épisode 8:Fréquence Interdite
- États-Unis : 16 novembre 2006
- France : 14 avril 2007 sur M6
- Québec : 21 janvier 2008

- Aaron Ashmore (Jimmy Olsen)
- David Batista (Aldar)
- Elias Toufexis (VF : Tanguy Goasdoué) (Bronson)

Lex se retrouve soudainement "hors phase", prisonnier dans son propre manoir, sans aucun moyen d'entrer en contact avec ses autres occupants, tel un fantôme. Il a été écarté du monde réel par Bronson, un kryptomonstre. Celui-ci informe Lana que les détenus de Belle Rive ne sont pas libres quand ils sont relâchés mais que Lex les envoie dans un de ses laboratoires appelé 33.1 dès leur sortie du centre. Lana se sent coupable de n'avoir pas annoncé à Lex qu'elle était enceinte avant qu'il ne disparaisse.
- Les connaisseurs de l'univers de DC Comics auront reconnu ce mystérieux allié de Clark, dont la silhouette chauve et verte, et les yeux aussi rouges que son harnais, trahissent le personnage de J'onn J'onzz, dernier représentant de la race des Martiens, qui deviendra un jour, lui aussi, l'un des membres piliers de la Ligue de justice d'Amérique (voir aussi commentaire de l'épisode 6-04). On remarque d'ailleurs que juste avant de l'apercevoir, Clark marche sur un Oreo entamé, les biscuits préférés du martien.
- Cet épisode révèle l'identité du 5e évadé de la Zone Fantôme : Aldar.
- Une scène, durant laquelle on voit de loin Aldar arracher à main nue la colonne vertébrale d'un policier, est censurée dans la version diffusée en France.
- Aldar est joué par David Bautista, ancien catcheur star de la WWE.
- Loïs et Martha n'apparaissent pas dans cet épisode.

### Épisode 9:Sous terre
- États-Unis : 7 décembre 2006
- France : 21 avril 2007 sur M6
- Québec : 10 décembre 2007

- Tyler Posey (Javier Ramirez)
- Aaron Ashmore (Jimmy Olsen)
- Rafael Pellerin (VF : Benjamin Pascal) (Francisco)
- Zak Santiago (Agent Morales)

- Loïs et Lionel n'apparaissent pas dans cet épisode.

### Épisode 10:Eaux troubles
- États-Unis : 11 janvier 2007
- France : 21 avril 2007 sur M6
- Québec : 28 janvier 2008

- Aaron Ashmore (Jimmy Olsen)
- Justin Hartley (Oliver Queen)
- Tori Spelling (VF : Barbara Tissier) (Linda Lake)

- Tom Welling, l'interprète de Clark, réalise son deuxième épisode.
- Martha et Lionel n'apparaissent pas dans cet épisode.
- Cet épisode marque le premier baiser de Loïs et Clark.

### Épisode 11:Les cinq fantastiques
- États-Unis : 18 janvier 2007
- France : 28 avril 2007 sur M6
- Québec : 4 février 2008

- Kyle Gallner (Bart Allen)
- Justin Hartley (Oliver Queen)
- Alan Ritchson (Arthur « AC » Curry/Aquaman)
- Lee Thompson Young (Victor Stone/Cyborg)
- Michael Puttonen (VF : Philippe Peythieu) (Dr. Caselli)

- À noter que le super-héros Cyborg ne faisait pas partie à l'origine de la J.L.A. mais de la génération des Teen Titans en tant que membre fondateur. Il est devenu membre de la J.L.A. après l'évènement "Flashpoint" qui modifie l'histoire des éditions DC en 2011.
- Au début de l'épisode, Lex affirme à son père que Bart est plus rapide qu'une balle de revolver, en référence à la toute première adaptation animée de Superman, qui avait une accroche semblable.
- Cet épisode réunit 5 des futurs membres de la Ligue de Justice :
- On note que Green Arrow est présenté comme membre fondateur et comme celui qui a eu l'idée de cette Réunion de super-héros alors qu'il n'est membre de la ligue que depuis les années 1960.
- On remarque dans cet épisode que Bart Allen est surnommé Impulse (bizarrement traduit par "tête brûlée" en VF) et non Flash. En effet, dans le comics, avant d'être la 4e personne à revêtir le costume de Flash, Bart se fait appeler successivement Impulse puis Kid Flash.
- Chloé a comme nom de code Tour de Guet, référence au nom du QG de la future Ligue des Justiciers « Tour d'ivoire ».
- Lana n'apparaît pas dans cet épisode.

### Épisode 12:Juste une illusion
- États-Unis : 25 janvier 2007
- France : 28 avril 2007 sur M6
- Québec : 11 février 2008

- Phil Morris (Martian Manhunter/J'onn J'onzz/John Jones)
- Matthew Walker (Dr Hudson)

- Clark rencontre à nouveau le mystérieux individu aux yeux rouges qui l'avait sauvé à Seattle dans l'épisode 8, qui lui révèle cette fois-ci ses origines martiennes, confirmant ainsi qu'il s'agit de John Jones, futur puissant allié de Superman, et membre pilier de la Ligue de Justice.
- Le fait que Clark invente toute une réalité à partir des éléments présents autour de lui pourrait être une référence au film Usual Suspects.
- Loïs et Lionel n'apparaissent pas dans cet épisode.

- Cet épisode ressemble à celui de Buffy contre les vampires saison 6 épisode 17 : À la dérive.

### Épisode 13:Loïs et Clark
- États-Unis : 1er février 2007
- France : 5 mai 2007 sur M6
- Québec : 18 février 2008

- Aaron Ashmore (Jimmy Olsen)
- Simone Bailly (VF : Véronique Soufflet) (Star)

- Lionel n'apparaît pas dans cet épisode.
- Le titre français Loïs et Clark fait référence à la série télévisée des années 1990, Loïs et Clark : Les Nouvelles Aventures de Superman.
- Il est assez ironique que Jimmy refuse de porter le nœud papillon que Chloé lui a offert, alors que son homologue des comics en porte souvent un.
- Dans l'épisode, aux fiançailles de Lex, Clark évoque à sa mère le fait que son père est mort depuis tout juste 1 an. En effet, Johnatan Kent est mort dans l'épisode 12 de la saison 5 donc on peut comprendre qu'une saison correspond à 1 an.

### Épisode 14:Harcèlement
- États-Unis : 8 février 2007
- France : 5 mai 2007 sur M6
- Québec : 25 février 2008

- Aaron Ashmore (Jimmy Olsen)
- Jordan Belfi (VF : Alexis Victor) (Mack)

- On peut noter que la scène où le garde du corps attaque Lana avec une hache fait référence au film mythique Shining.
- Loïs et Lionel n'apparaissent pas dans cet épisode.

### Épisode 15:Le Cobaye
- États-Unis : 15 février 2007
- France : 12 mai 2007 sur M6
- Québec : 3 mars 2008

Aaron Ashmore (Jimmy Olsen)
- On découvre que Chloé aurait été infectée par la kryptonite et pourrait bien avoir des pouvoirs encore inconnus.
- Michael Rosenbaum réalise là son premier épisode.
- Loïs, Lionel et Martha n'apparaissent pas dans cet épisode.

### Épisode 16:Le Mariage
- États-Unis : 15 mars 2007
- France : 12 mai 2007 sur M6
- Québec : 10 mars 2008

Sarah-Jane Redmond (Nell Potter)
- Nell, la tante de Lana revient exceptionnellement pour son mariage.
- L'ambiguïté du personnage de Lionel est ici poussée à son paroxysme puisqu'il force Lana à épouser son fils alors qu'on le croyait repenti depuis la saison précédente. Toutefois, il apparaît menant ses propres enquêtes, cachant des informations à Clark depuis le début de la saison et ce sur toutes les intrigues de cette sixième saison (à propos de la chasse aux évadés de la Zone Fantôme et du fait qu'il travaille avec Lex sur le niveau 33.1). Bien qu'il manipule tous les personnages et qu'il semble donner libre cours à son côté maléfique, ayant feint son passage vers le bon camp, ses motivations demeurent inconnues et il pourrait toujours œuvrer à sa propre façon pour le bien ou pour le mal…
- Il est à noter que les évènements de cet épisode ne se déroulent pas de manière chronologique, on peut ainsi voir la volonté de marquer les esprits car Lana découvre enfin que Clark possède des dons hors du commun.
- Loïs n'apparaît pas dans cet épisode.
- Cet épisode est le seizième de la saison six, soit 616. Ce numéro correspond, selon la bible, au numéro de la bête, une créature maléfique. On peut penser que selon les créateurs de la série et que dans les comics, Lex Luthor est ce monstre. Ainsi, vu que dans cet épisode c'est le jour de son mariage, on peut croire que c'est une forme de célébration, le jour du monstre, le jour de Lex Luthor.

### Épisode 17:L'Homme d'acier
- États-Unis : 22 mars 2007
- France : 9 juin 2007 sur M6
- Québec : 17 mars 2008

- Glen Jacobs aka Kane (VF : Paul Borne) (Titan)
- Ashley Massaro (VF : Barbara Delsol) (Athena)
- Michael Eklund (VF : William Coryn) (Richard Maddox)

- Comme le confirme Clark dans cet épisode, Titan est le 6e et avant-dernier évadé de la Zone Fantôme.
- Comme dans l'épisode 8, la série prend des stars de catch pour incarner les opposants : Ashley et Kane.
- Lionel n'apparaît pas dans cet épisode.

### Épisode 18:Manipulation
- États-Unis : 19 avril 2007
- France : 9 juin 2007 sur M6
- Québec : 24 mars 2008

Lynda Carter (Moira Sullivan)
- Participation de Lynda Carter, interprète de Wonder Woman fin des années 1970.
- Loïs et Lionel n'apparaissent pas dans cet épisode.

### Épisode 19:Némésis
- États-Unis : 26 avril 2007
- France : 16 juin 2007 sur M6
- Québec : 31 mars 2008

- Loïs n'apparaît pas dans cet épisode.

### Épisode 20:Un grand classique
- États-Unis : 3 mai 2007
- France : 16 juin 2007 sur M6
- Québec : 7 avril 2008

Aaron Ashmore (Jimmy Olsen)
- Cet épisode marque la dernière apparition de Jimmy dans la saison; il deviendra un personnage régulier dans la saison suivante.
- Dans la réalité alternée, Clark porte des lunettes identiques à celles qu'il possède dans les films. Lex dit avant de mourir Gardenia, ce qui est probablement une référence au célèbre Rosebud dans Citizen Kane
- Au début de l'épisode, Lana reçoit une balle près du cœur, mais dans la suite de l'épisode c'est au côté droit qu'elle a été touchée.
- Martha n'apparaît pas dans cet épisode.

### Épisode 21:Projet Arès
- États-Unis : 10 mai 2007
- France : 23 juin 2007 sur M6
- Québec : 14 avril 2008

- Tahmoh Penikett (VF : Boris Rehlinger) (Wes Keenan)
- Alan C.Peterson (VF : Jean-Claude Sachot) (Sénateur Burke)
- Gerard Plunkett (le scientifique)

Alors que Loïs essaie d'obtenir une interview du sénateur Burke, il est assassiné par un homme invisible. Loïs finit par le reconnaître : Wes est un militaire plusieurs fois décoré et aussi son premier amour. Il est le cobaye du projet Arès qui a fait de lui un super soldat réunissant plusieurs pouvoirs kryptoniens. Clark va donc voir Lana pour en apprendre plus sur le projet : elle lui apprend l'existence du projet Arès et l'implication de Lex dans le projet. Ensuite, ayant appris que Loïs a assisté au meurtre du sénateur, Lex ordonne à Wes de la tuer, mais ce dernier ne peut s'y résoudre dans un premier temps et il l'emmène dans un lieu qui leur est familier à tous les deux. Alors qu'il est finalement sur le point de tuer Loïs, Clark les rejoint et met Wes hors d'état de nuire; ce dernier fait promettre à Loïs de ne pas laisser Lex continuer ses expériences sur d'autres personnes.
- Tahmoh Penikett, l'acteur incarnant Wes Keenan, est bien connu du petit écran pour son rôle secondaire dans la série Battlestar Galactica. Il a déjà eu un rôle dans la troisième saison de "Smallville" (Résurrection). Et il jouera plus tard dans "Man of Steel".
- Alan C. Peterson jouera plus tard Zeta-Rho dans "Superman et Lois".

### Épisode 22:Révélation
- États-Unis : 17 mai 2007
- France : 23 juin 2007 sur M6
- Québec : 21 avril 2008

Phil Morris (VF : Lionel Henry) Martian Manhunter
Lex est à la poursuite d'un fantôme, qui investit un nouveau corps humain toutes les 24 heures. Il veut utiliser l'ADN extraterrestre pour créer une armée de super soldats comme Wes. Lana vient annoncer à Clark qu'elle quitte Smallville car elle a décidé de quitter Lex et lui révèle le pourquoi du comment de son mariage. Clark se décide à lui parler de ses origines extraterrestres. Clark est sur le point de tuer Lionel (pour son implication dans le mariage de Lex et de Lana) mais John Jones l'en empêche et lui révèle que Lionel est un envoyé de Jor-El. 
- Martha quitte Smallville pour son poste de sénateur à Washington DC. Annette O'Toole ne sera donc plus en personnage régulier la saison prochaine mais apparaîtra en guest-star dans certains épisodes.
- Lionel révèle à Clark qu'il a obligé Lana à épouser Lex pour obtenir des informations sur le dernier évadé de la Zone Fantôme.
- Cet évadé s'avère être un spectre (dont le nom n'est pas cité) qui voyage de corps en corps à la recherche d'un hôte kryptonien. À la fin de l'épisode, le fantôme utilise son ADN pour devenir son double, devenant ainsi Bizarro.
- Cliffhangers de la saison : 
  - La voiture de Lana explose et Lex est arrêté car il est soupçonné de l'avoir tuée.
  - Chloé parvient à ressusciter Loïs grâce à son pouvoir, mais tombe dans le coma, tandis que Lionel est assommé par Bizarro et semble prisonnier avec elles dans le barrage en train d'exploser.
  - Clark est éjecté hors du barrage qui s'effondre, tandis que Bizarro s'envole.